# Jet (groupe)
Pour les articles homonymes, voir Jet.
Jet est un groupe de rock alternatif australien, originaire de Melbourne. Il s'inspire de formations telles que les Beatles, les Sex Pistols, les Kinks, AC/DC, Oasis, Iggy Pop, The Offspring, Scorpions ou encore les Rolling Stones. Le groupe se sépare en mars 2012, et se reforme en 2016.

## Biographie

### Première phase (2001–2012)
Le quatuor, dont le nom s'inspire de la chanson Jet de Paul McCartney et les Wings parue fin 1973 sur l'album Band on the Run, a tout d'abord auto-produit un premier EP intitulé Dirty Sweet avant de signer en 2002 un contrat avec la maison de disques Elektra en Australie.
Il enchaîne ensuite avec un album très rock, Get Born, dont la chanson Are You Gonna Be My Girl retentit sur les ondes mondiales durant l'été 2003. Ce premier album, Get Born sorti en 2003 s'est vendu à environ 3,5 millions d'exemplaires dans le monde. Leur second album, Shine On, sorti fin 2006 et lancé avec le single Put Your Money Where You Mouth Is (une expression anglaise qui pourrait être traduite par Mets de l'argent sur tes paroles, ou encore en d'autres termes Joins l'acte à la parole). Le message est donc Pari tenu pour ce second album où l'on ressent cependant davantage les influences pop des Beatles ou d'Oasis, le nombre de ballades s'étant accru. Ils font la première partie des Red Hot Chili Peppers à Paris le 6 juillet 2007 ; deux ans plus tard, le 21 août 2009 sort en Australie leur troisième album, Shaka Rock.
Le 26 mars 2012, le groupe annonce sa séparation et publie le message suivant sur ses diverses pages officielles : « Un message pour nos fans : après de nombreuses et fructueuses années d'écriture, d'enregistrements et de tournées nous souhaitons vous annoncer la fin de notre groupe. À travers tous les pubs, les salles de concert, les stades et les festivals du monde, ce sont les fans qui ont rendu notre histoire possible et nous tenons à tous les remercier. Merci, et bonne nuit. »

### Retour (depuis 2016)
Le groupe se reforme en 2016. En août 2017, le nouveau titre sort, My Name is Thunder en vedette avec le groupe d'électronique italien The Bloody Beetroots. Le morceau est décliné en deux versions. Une version « rouge » orientée électro mixée par le groupe italien. Une version « jaune » au sonorité rock mixée par le batteur de Jet, Chris Cester.

## Membres
- Nic Cester – guitare, chant
- Chris Cester – batterie, percussions, chœurs, chant
- Cameron Muncey – guitare, chœurs, chant
- Mark Wilson – basse

## Discographie

### Albums studio
- 2003 : Get Born
- 2006 : Shine On
- 2009 : Shaka Rock

### Compilations
- 2004 : Rare Tracks

### EP
- 2003 : Dirty Sweet

### Singles
| Année | Titre                              | Aus | UK | US | US Main Rock | US Mod Rock | Can | Album    |
| ----- | ---------------------------------- | --- | -- | -- | ------------ | ----------- | --- | -------- |
| 2003  | Are You Gonna Be My Girl           | 20  | 16 | 29 | -            | 3           | -   | Get Born |
| 2003  | Rollover DJ                        | 31  | 34 | -  | 14           | 14          | -   | Get Born |
| 2004  | Look What You've Done              | 14  | 28 | 37 | 33           | 3           | 22  | Get Born |
| 2004  | Cold Hard Bitch                    | 33  | 34 | 55 | 1            | 1           | -   | Get Born |
| 2004  | Get Me Outta Here                  | -   | 37 | -  | -            | -           | -   | Get Born |
| 2006  | Put Your Money Where Your Mouth Is | -   | -  | -  | -            | 10          | -   | Shine On |

## Musique de films
Les titres de Jet ont été utilisés dans les bandes originales des films suivants :
- She's a genius
  - Dans NCIS - Saison 7 épisode 2, en début d'épisode
- Black heart on fire
  - Dans Tomorrow when the war Began
- Move on!
  - Dans Newport Beach saison 1 épisode 11
- Are You Gonna Be My Girl
  - Dans The Holiday de Nancy Meyers
  - Dans Eurotrip de Jeff Schaffer
  - Dans Mi-temps au mitard de Peter Segal
  - Dans Jackpot (What Happens in Vegas) de Tom Vaughan
  - Dans le film d'animation Souris City de David Bowers et Sam Fell
  - Dans la série Scrubs saison 5, épisode 1 Mon Regard d'Interne
  - Dans la série Les Frères Scott saison 4
  - Générique de fin du film Les 11 commandements de François Desagnat et Thomas Sorriaux
  - Dans la série Tru Calling saison 1, épisode 6
  - Dans Les Petits Mouchoirs de Guillaume Canet
  - Dans Le Festival de Kyan, en tant que générique sur France 4
- Cold Hard Bitch
  - Générique de la série anglaise Sugar Rush
  - Dans Canadian Pie (Going the Distance) de Mark Griffiths
- Hold On n'est disponible que sur la bande originale du film Spiderman 2 de Sam Raimi
- Falling Star dans la bande originale du film Spiderman 3 de Sam Raimi
- Rip It Up
  - Dans la bande originale de TMNT : Les Tortues Ninja (TMNT) de Kevin Munroe
  - Thème musicale du PPV SummerSlam 2010 de la WWE
- Look What You've Done dans Sept Ans de séduction de Nigel Cole
- Put Your Money Where Your Mouth Is
  - Dans la série Chuck Saison 1, épisode 1
- Shine on dans Cold Case : Affaires classées saison 4 épisode 24

## DVD
En 2004, le groupe compte deux DVD live :
- Right! Right! Right, le 1er novembre sous le label Elektra Records
- Family Style, le 23 novembre sous le label Elektra Records